# ATP Challenger São Paulo (2012–2013)
Das ATP Challenger São Paulo (offizieller Name: IS Open de Tênis) war ein Tennisturnier in São Paulo, das 2012 und 2013 ausgetragen wurde. Es war Teil der ATP Challenger Tour und wurde im Freien auf Sandplatz gespielt. Paul Capdeville ist mit je einem Titel im Einzel sowie Doppel Rekordsieger des Turniers.

## Liste der Sieger

### Einzel
| Jahr | Sieger          | Finalgegner | Ergebnis |
| ---- | --------------- | ----------- | -------- |
| 2013 | Paul Capdeville | Renzo Olivo | 6:2, 6:2 |
| 2012 | Blaž Kavčič     | Júlio Silva | 6:3, 7:5 |

### Doppel
| Jahr | Sieger                        | Finalgegner                           | Ergebnis         |
| ---- | ----------------------------- | ------------------------------------- | ---------------- |
| 2013 | Marcelo Demoliner João Souza  | Jamie Cerretani Pierre-Hugues Herbert | 6:4, 3:6, [10:6] |
| 2012 | Paul Capdeville Marcel Felder | André Ghem João Pedro Sorgi           | 7:5, 6:3         |